# Франческо Ачерби
Франческо Ачерби (на италиански: Francesco Acerbi) е италиански футболист, защитник, който играе за Интер.

## Кариера
До 22-годишна възраст Ачерби играе само в долните нива на италианския футбол, преди да бъде закупен от клуба от Серия Б Реджина, където се утвърждава като защитник в титулярния състав. През 2011 г. Ачерби подписва с Киево Верона, като по този начин прави своя дебют в Серия А. Въпреки че играе спорадично, Ачерби успява да привлече вниманието на Милан, който го подписва следващото лято. След като играе само в 10 мача за росонерите, Ачерби е върнат под наем в Киево, за да довърши сезона. През 2013 г. подписва със Сасуоло, спечелил промоция в Серия А за първи път в историята на клуба. По време на дебютния си сезон за клуба Ачерби е диагностициран с рак на тестисите и е успешно излекуван до края на кампанията, което проправя пътя за завръщането му на терена през септември 2014 г. През 2018 г., след като прави 173 участия във всички турнири за неровердите, Ачерби преминава в Лацио, където продължава да бъде титулярен защитник. Той е даден под наем на Интер, където е титуляр и на финала на Шампионската лига през 2023 г.
Италиански национал от 2014 г., той играе за националния отбор три пъти в приятелски мачове, преди да дебютира в официално през 2019 г., като по-късно участва в победната кампания на своята нация на Евро 2020.

## Успехи

### Отборни
Лацио
- Копа Италия: 2018/19
- Суперкопа Италиана: 2019

Интер
- Серия А: 2023/24
- Копа Италия: 2022/23[3]
- Суперкопа Италиана: 2022[4], 2023

### Национален обор
Италия
- Европейско първенство по футбол: 2020

### Ордени
-  5-та степен / Рицарски: Орден за заслуги пред италианската република: 2021